# Karaot, Bucak
Karaot là một xã thuộc huyện Bucak, tỉnh Burdur, Thổ Nhĩ Kỳ. Dân số thời điểm năm 2010 là 218 người.